# John Louis Clarke
John Louis Clarke, né le 10 mai 1881 à Highwood (Montana) et mort le 20 novembre 1970 à East Glacier Park Village, était un sculpteur amérindien sourd.

## Biographie
Clarke est né en 1881 à Highwood dans le comté de Chouteau (Montana). Son nom d'Amérindien est Cutapuis. Il est devenu sourd après avoir été malade de la scarlatine, jeune, qui a tué cinq de ses frères. Il est élève à l'école North Dakota School for the Deaf à Devils Lake (Dakota du Nord) puis l'école Montana School for the Deaf and the Blind à Great Falls (Montana), et enfin la St. John's School for the Deaf à Milwaukee (Wisconsin).